# Rhinoclemmys annulata
Rhinoclemmys annulata е вид влечуго от семейство Азиатски речни костенурки (Geoemydidae).

## Разпространение
Видът е разпространен в Еквадор, Колумбия, Коста Рика, Никарагуа, Панама и Хондурас.